# 下喜馬拉雅山脉

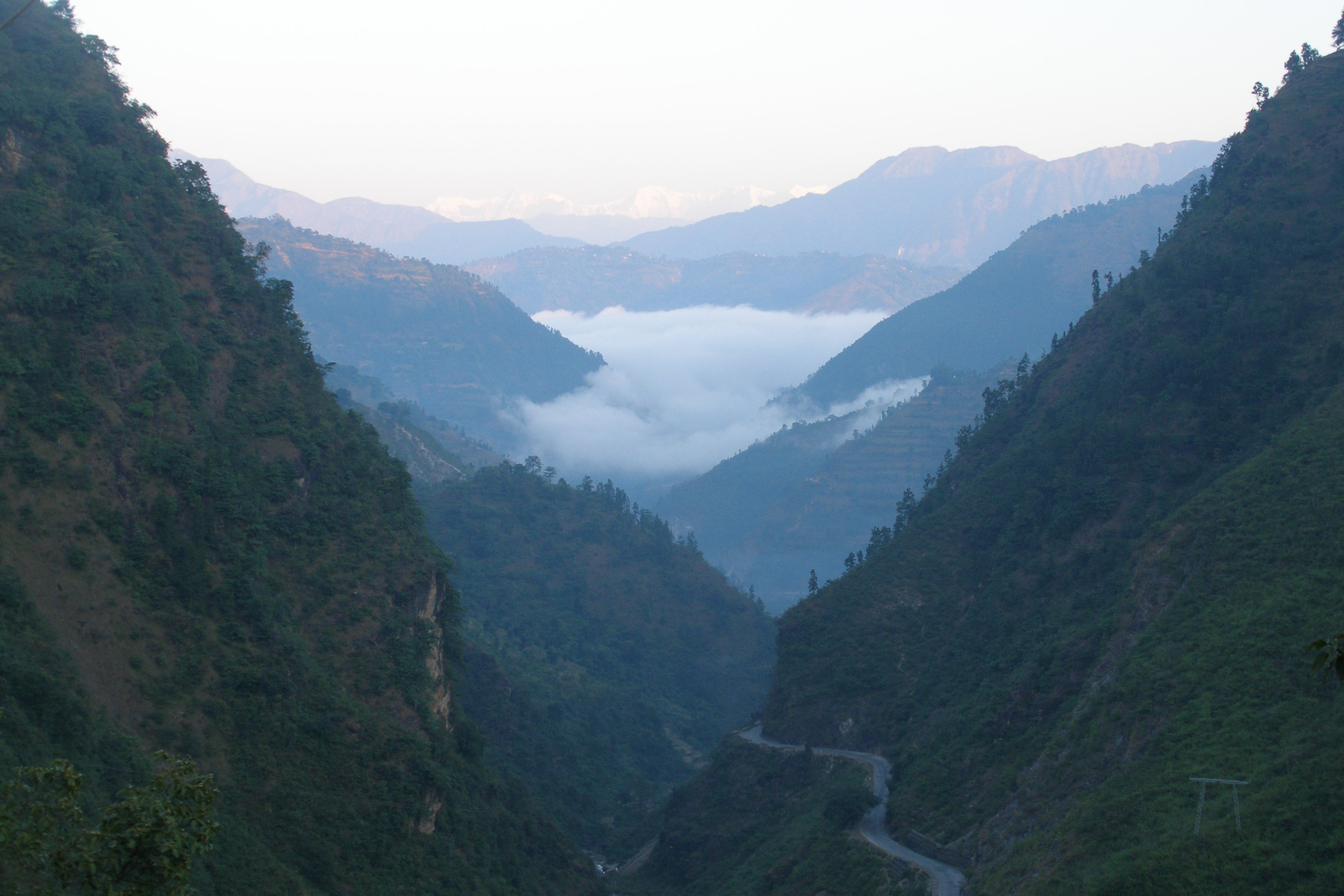
尼泊尔坦森的下喜马拉雅山脉，背景是大喜马拉雅山脉。

下喜马拉雅山脉（Lower Himalayan Range），也被称为小喜马拉雅（Lesser Himalayas）、摩诃婆罗多列克（Mahabharat Lekh）或喜马查尔山脉（Himachal），是喜马拉雅山脉的四条平行山脉之一。它位于大喜马拉雅山脉以南、西瓦利克山脉以北。该山脉从印度河流域一直延伸到布拉马普特拉河谷，跨越巴基斯坦、印度、尼泊尔和不丹。整个山脉的平均海拔在3,700到4,500米之间。

## 背景
喜玛查尔山脉（Himachal Range）南坡陡峭，几乎无人居住，这是由于存在一条主要断层带，被称为“主边界推覆断层”（Main Boundary Thrust）。而山脊及其北坡则较为平缓，适合发展高地牧场和梯田农业。尼泊尔人口稠密的“中丘陵地区”从该山脉的山脊开始，向北延伸至较低的山谷和其他丘陵地带。在海拔2000米以上，人口逐渐减少，以谷物为主的农业也日渐被季节性放牧和耐寒作物（如马铃薯）所取代。
喜玛查尔山脉沿线及其以北的中丘陵地区居住着多个具有藏缅语族背景的民族群体，包括尼瓦尔人、马嘉人、古隆人、塔芒人、拉伊人和林布人等。然而，该地区人口最多的族群是印欧语系的印度教徒，统称为帕哈里人，主要包括婆罗门和刹帝利两个高种姓群体。而在该山脉南部的低海拔地区，由于地势低洼且历史上疟疾流行，居住着一些似乎为原住民的族群，他们拥有对疟疾的天然免疫力，典型代表为塔鲁人和迈蒂利人（Maithil）。
喜玛查尔山脉是一个重要的水文分界屏障，只有少数几条河流穿越其间。该地区的排水系统呈现出“烛台式”格局：众多支流自喜马拉雅山脉向南流经中丘陵地区，在喜玛查尔山脉北侧汇集后，再通过几条主要峡谷切穿山脉而下，如西部的卡尔纳利河、尼泊尔中部的甘达基河（又称纳拉亚尼河 Narayani）和东部的戈西河。由于每年4月至夏季季风来临前的6月期间，印度平原的气温常年维持在约40摄氏度，而喜玛查尔山脉顶部的气温通常要低10至15摄氏度，因此该地区发展出多个“山间避暑地”，成为人们夏季避暑休闲的热门去处。